# Christine Jones Forman
Christine Jones Forman ( Mineapolis 3 de febrero de 1949) es una astrofísica en el Centro de Astrofísica Harvard-Smithsonian. Fue presidenta de la Sociedad Astronómica de Estados Unidos y directora del Consorcio de la Institución Smithsonian para desbloquear los misterios del universo.

## Educación y carrera
En la escuela secundaria, asistió al programa de matemáticas para estudiantes dotados dictado por Arnold Ross. Terminó su educación en West Carrollton de  Ohio antes de mudarse a Cambridge, Massachusetts, donde obtuvo su título de astrofísica en la Universidad de Harvard. Durante su tiempo como estudiante fue becaria postdoctoral en el Centro de Astrofísica de Harvard.
Desde 1973 trabaja en el Observatorio Astrofísico Smithsonian. Además, de 1990 a 2010 se desempeñó como jefa del Grupo de Calibración Chandra. En 2010, fue nombrada directora del Consorcio para Desbloquear los Misterios del Universo y se convirtió en una de los cuatro directores del Consorcio de la Institución Smithsonian para los Cuatro Grandes Desafíos del Plan Estratégico. 

## Honores
En 1985, Christine y su esposo William R. Forman fueron los primeros en recibir el Premio Bruno Rossi, un premio otorgado anualmente por la Sociedad Astronómica Estadounidense "por una contribución significativa a la Astrofísica de Altas Energías, con especial énfasis en el trabajo original reciente" Recibieron una recompensa de 500 dólares y un certificado "por el trabajo pionero en el estudio de la emisión de rayos X de las galaxias de tipo temprano". 
En 2013, se convirtió en la decimocuarta receptora del Premio a la Conferencia de Investigación Distinguida del Secretario de la Institución Smithsonian.

## Vida personal
Está casada con el astrofísico Bill Forman. Juntos tienen tres hijos: Julia, Daniel y Miranda.